# 이규동 (축구 선수)
이규동(2004년 1월 24일 ~ )는 대한민국의 축구 선수로, 포지션은 공격수이다. 현재 수원 삼성 블루윙즈 소속이다.